# Грэм, Алексина
Алексина Грэм (англ. Alexina Lorna Graham; род. 3 марта 1990 года, Уэрксоп, Великобритания) — британская топ-модель. Грэм начала работать с Victoria’s Secret после смотра на Victoria's Secret Fashion Show 2017. Она стала Ангелом Victoria’s Secret в 2019 году и первой рыжеволосой девушкой, которая когда-либо становилась Ангелом. Грэм также является послом бренда L’Oréal Paris.

## Ранние годы
Грэм родилась в городе Уэрксоп графства Ноттингемшир. Она занималась балетом в течение 12 лет, во время учёбы в школе подвергалась травле за рыжий цвет волос.

## Карьера
Начала модельную карьеру в 2008 году, когда она стала одной из победительниц конкурса моделей Ford, выиграла контракт в Maybelline и снялась в редакционной статье для Another Magazine. Алексина неоднократно снималась для изданий I.D. (magazine), Glamour U.S., Teen Vogue, L’Officiel (Сингапур), Harper’s Bazaar (Сербия), Marie Claire (Россия), InStyle, WWD, Vogue Italia и Vogue Arabia, а также в кампаниях для Burberry, Balmain, L’Oréal и Victoria's Secret. Участвовала в дефиле для Balmain, Giorgio Armani, Брэндона Максвелла, Etam и Жана-Поля Готье.
Участвовала в Victoria’s Secret Fashion Show в 2017 и 2018 годах. Грэм стала Ангелом Victoria’s Secret в 2019 году.